# مرغ توفان خاکستری

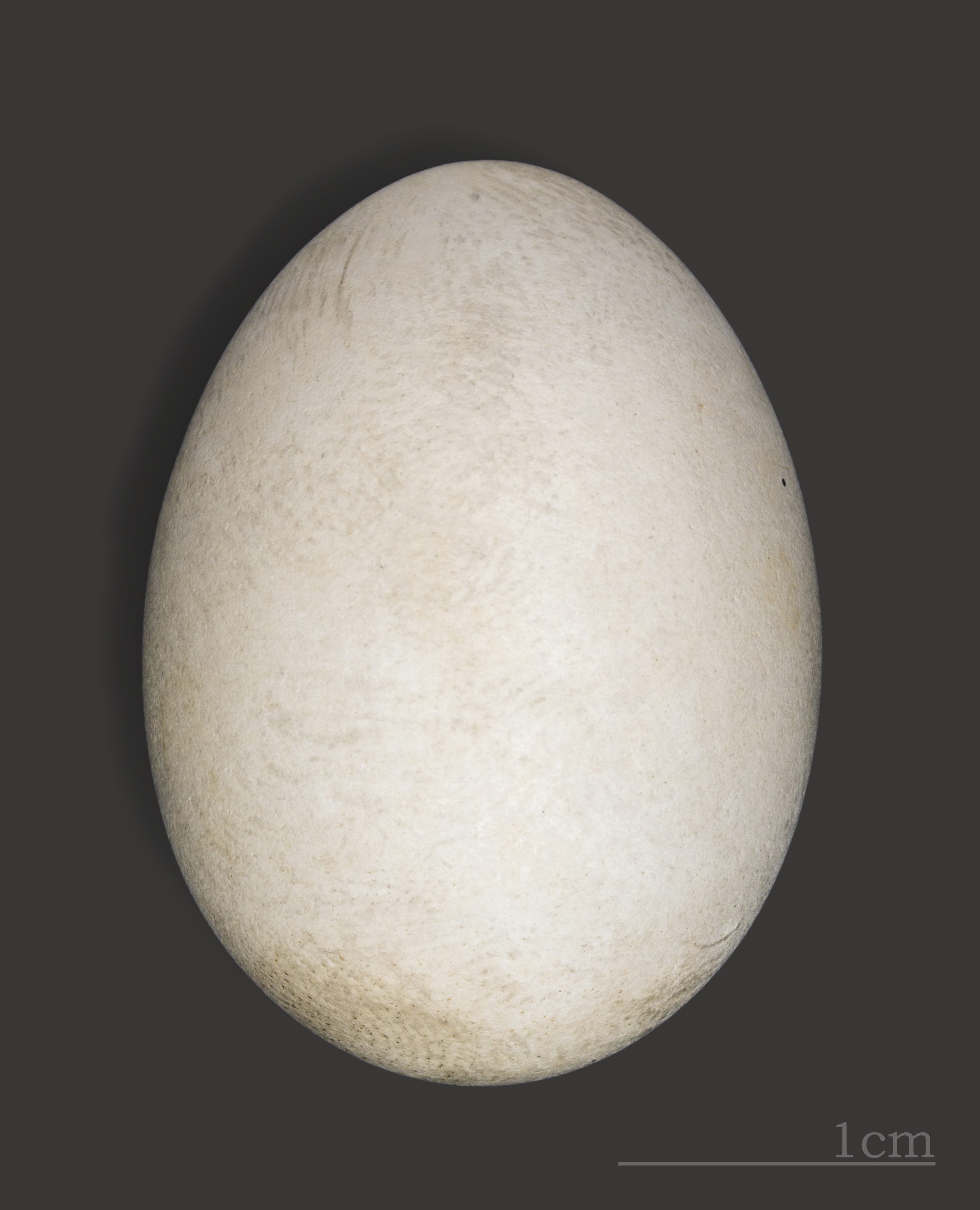
تخم مرغ.

مرغ توفان خاکستری(نام علمی: Oceanodroma homochroa) نام یک گونه از سرده اقیانوس‌روها است.